# 梅小路京都西車站
34°59′19.6″N 135°44′35.4″E / 34.988778°N 135.743167°E
梅小路京都西站（日语：／ Umekōji-kyōtonishi eki */?）是位於日本京都府京都市下京區，西日本旅客鐵道（JR西日本）山陰本線（嵯峨野線）的鐵路車站，車站編號JR-E02，於2019年3月16日啟用。

## 概要
梅小路公園一帶有開業已久的梅小路蒸氣火車博物館，再加上2012年對外開放的京都水族館及2016年開幕的京都鐵道博物館，而使得遊客大增，但因為距離京都車站約有1.7公里遠，離丹波口車站也有0.8公里之遙，交通相當不便，因此京都商工會議所在2014年5月提出希望能在京都與丹波口之間設置新車站，以便利遊客、活絡當地經濟，於同年8月官方開始納入檢討。
2015年2月2日，京都市政府與JR西日本簽署意向書，新車站的總建設經費約49億日元，決定由JR西日本負擔其中19億、京都市政府負擔15億，剩下的15億由國家撥款補助。2016年動工，2019年完工啟用。預期車站啟用後一日平均上下車人數可達7000人次。
京都市政府於2018年3月至4月公開徵求新站站名，共得到1257件站名提案，其中最多的是「梅小路」（224件）、第2多的是「梅小路公園」（205件），且有7成的站名提案（836件）都使用到「梅小路」。JR西日本京都支社於同年7月20日與京都市政府聯合舉行記者會，共同宣佈新站站名定名為「梅小路京都西」。2019年3月16日完工啓用，每天普通列車停靠班次有70班。

## 歷史
- 2015年
  - 2月2日：JR西日本與京都市政府簽署新站設立的意向書。
- 2016年[13]
  - 8月12日：JR西日本公佈車站新建計劃。
  - 9月19日：舉行車站新建工程的開工儀式。
- 2018年
  - 3月26日至4月27日：京都市政府舉辦站名公開徵求活動。
  - 7月20日：JR西日本決定將新站定名為「梅小路京都西」[10]。
- 2019年
  - 3月16日：開業[12]。

## 車站構造
高架站，設側式月台2面2線。是嵯峨野線首個設置的車站。在建築本站同時，把已經廢止的通往西大路站之聯絡線加設上蓋，活用作人行天橋，以便前往七条通北側。

### 月台配置
| 月台 | 路線     | 方向 | 目的地                     |
| ---- | -------- | ---- | -------------------------- |
| 1    | 嵯峨野線 | 上行 | 京都方向                   |
| 2    | 嵯峨野線 | 下行 | 嵯峨嵐山、園部、福知山方向 |

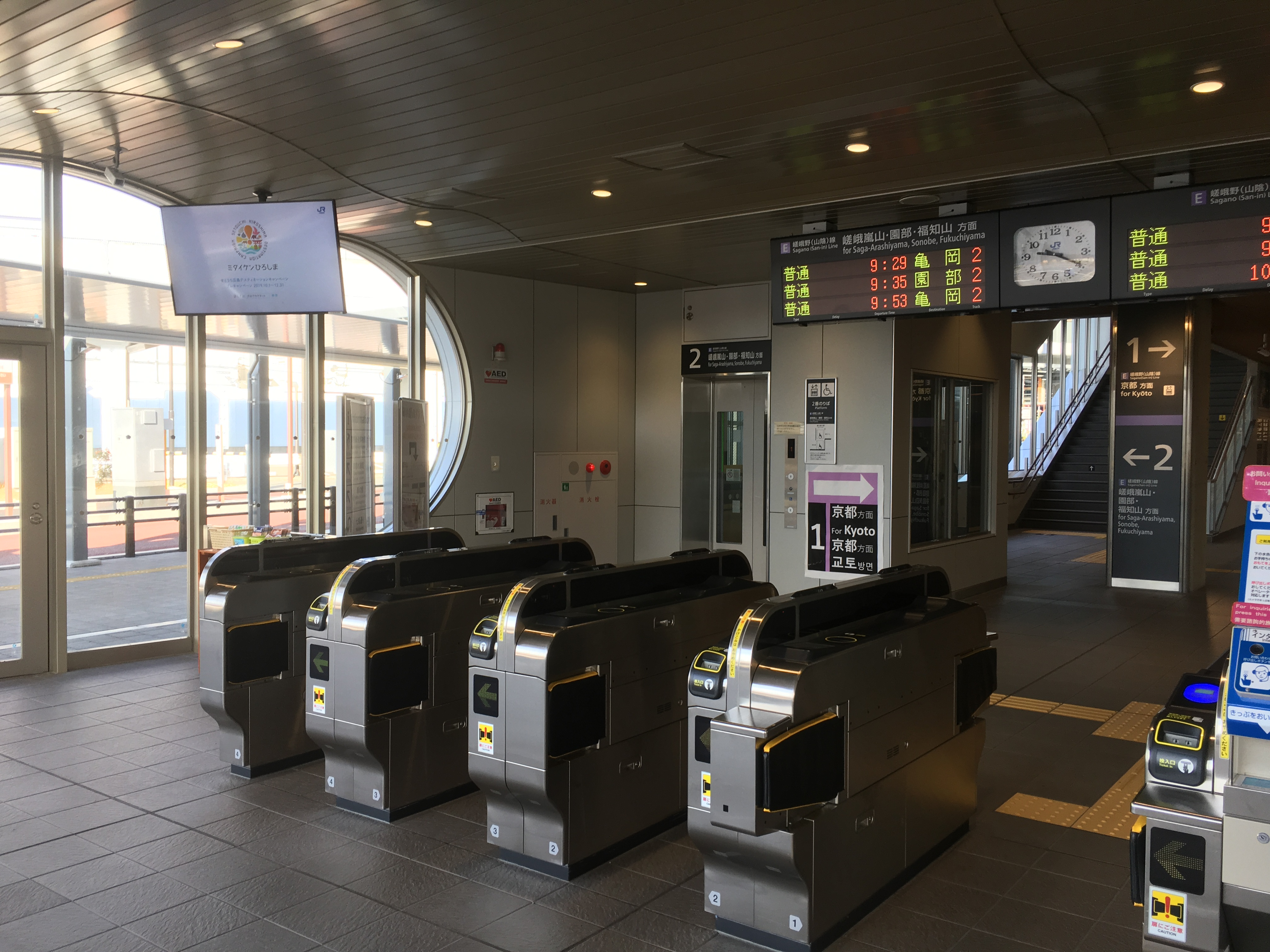
驗票口(2019年11月)
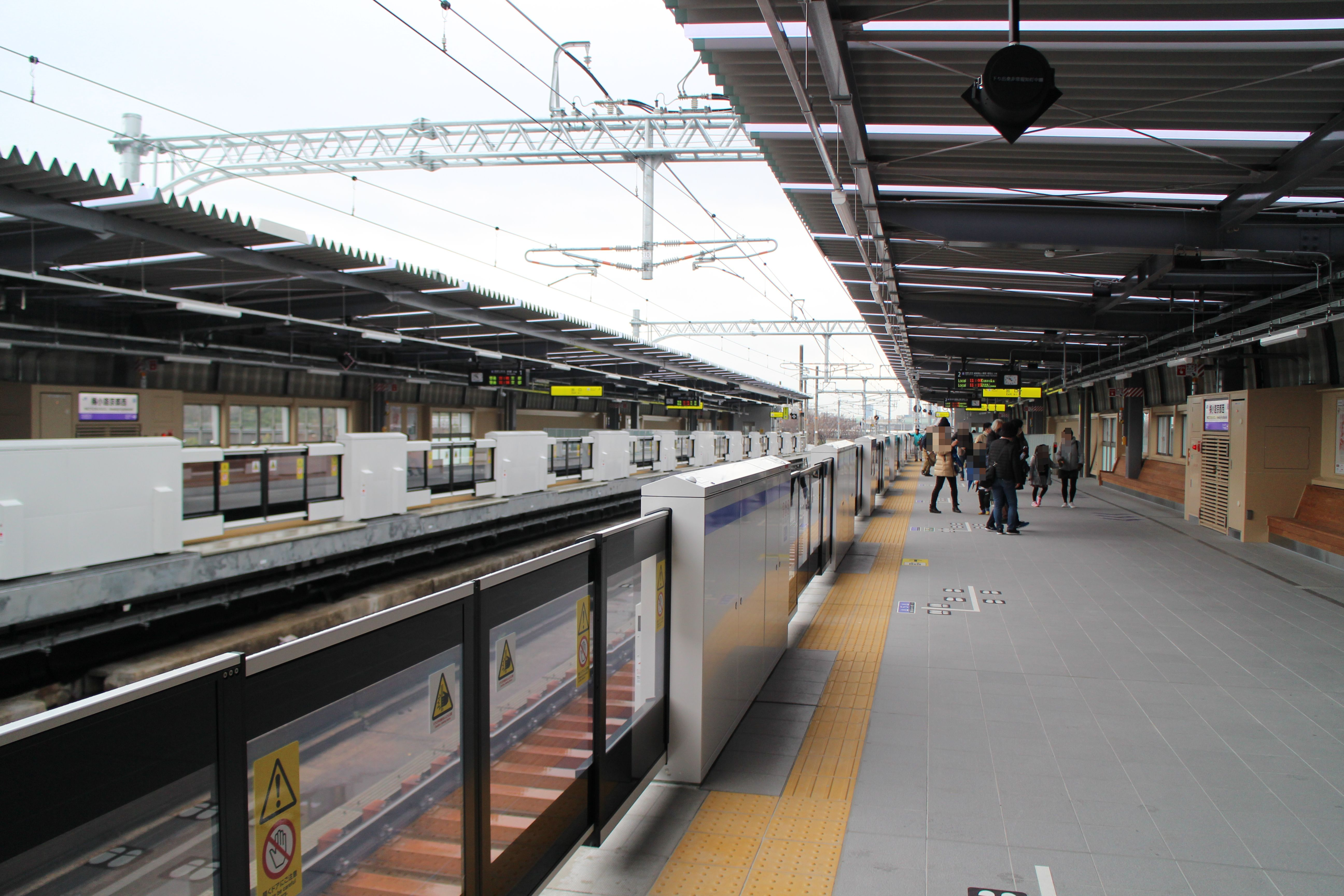
月台(2019年3月)

## 車站周邊
- 梅小路公園
- 京都鐵道博物館（原 梅小路蒸氣火車博物館）
- 京都水族館
- 七條通商店街
- 京都市中央批發市場第一市場（京都市中央卸売市場第一市場，暱稱「京朱雀市場」）
- 龍谷大學大宮校區
  - 龍谷大學附屬平安中學
- 西本願寺
- 興正寺
- JR貨物京都貨物車站

## 相鄰車站
西日本旅客鐵道
 嵯峨野線（山陰本線）
■快速
通過
■普通
京都（JR-E01）－梅小路京都西（JR-E02）－丹波口（JR-E03）

## 外部連結
- 梅小路京都西｜車站資訊：JR出門網 - 西日本旅客鐵道
- 「京都觀光的新副門」梅小路京都西站開業 （页面存档备份，存于） - 西日本旅客鐵道
- JR嵯峨野線　京都、丹波口間新站設置事業 （页面存档备份，存于） - 京都市建設局（京都市情報館）